# Shahadi Wright Joseph
Shahadi Wright Joseph (Nueva York, 29 de abril de 2005) es una actriz y cantante estadounidense, reconocida por su papel en la película de Jordan Peele Nosotros y por aportar la voz de Nala en la cinta El rey león, ambas de 2019.

## Carrera
Joseph empezó a mostrar interés por el baile y la actuación desde muy temprana edad. En tercer grado audicionó para una obra colegial utilizando el discurso de Lupita Nyong'o en la ceremonia de los Premios Óscar.
Su primer rol importante en teatro lo realizó interpretando a la pequeña leona Nala en el musical El rey león en Broadway cuando apenas tenía nueve años. Acto seguido fue incluida en el reparto del musical de Andrew Lloyd Webber Escuela de rock. También actuó en Hairspray Live! en el 2016 en el papel de Inez Stubbs.
Obtuvo reconocimiento internacional al interpretar el papel de Zora y Umbrae en la película de terror Nosotros (2019), dirigida por Jordan Peele y protagonizada por Lupita Nyong'o.
El 1 de noviembre de 2017, Joseph fue escogida para realizar nuevamente su papel como Nala en el remake de la película animada clásica El rey león, bajo la dirección de Jon Favreau. La actriz decidió trabajar en la película porque, según ella, el personaje de Nala transmite un buen mensaje para la juventud. Luego de enterarse de que Beyoncé aportaría la voz de Nala adulta, Joseph afirmó que se esforzaría aún más para aportarle calidad a la voz de su personaje. La película fue estrenada el 19 de julio de 2019.

## Filmografía

### Cine
| Año  | Título          | Papel                | Notas                                                         |
| ---- | --------------- | -------------------- | ------------------------------------------------------------- |
| 2016 | Hairspray Live! | Inez Stubbs          |                                                               |
| 2019 | Nosotros        | Zora Wilson / Umbrae | Nominada a un Premio Saturn por mejor interpretación infantil |
| 2019 | El rey león     | Nala (voz)           |                                                               |